# Generali Open Kitzbühel 2019
Generali Open Kitzbühel 2019 byl profesionální tenisový turnaj pořádaný jako součást mužského okruhu ATP Tour, který se hrál na otevřených antukových dvorcích Tennis Stadium Kitzbühel. Probíhal mezi 29. červencem až 4. srpnem 2019 v rakouském alpském letovisku Kitzbühel jako jubilejní sedmdesátý pátý ročník turnaje.
Turnaj s rozpočtem 586 140 eur se řadil do kategorie ATP Tour 250. Nejvýše nasazeným hráčem ve dvouhře se stal opět čtvrtý tenista světa Dominic Thiem z Rakouska. Jako poslední přímý účastník do hlavní singlové soutěže nastoupil 88. hráč žebříčku Španěl Jaume Munar.
Čtrnáctý titul na okruhu ATP Tour vybojoval Rakušan Dominic Thiem, který se stal druhým rakouským šampionem turnaje po Thomasi Musterovi z roku 1993. Deblovou soutěž ovládl rakousko-slovenský pár Philipp Oswald a Filip Polášek, jehož členové získali první společnou trofej na túře ATP.

## Rozdělení bodů a finančních odměn

### Rozdělení bodů
| Soutěž  | vítězové | finalisté | semifinalisté | čtvrtfinalisté | 16 v kole | 32 v kole | Q  | Q2 | Q1 |
| ------- | -------- | --------- | ------------- | -------------- | --------- | --------- | -- | -- | -- |
| dvouhra | 250      | 150       | 90            | 45             | 20        | 0         | 12 | 6  | 0  |
| čtyřhra | 250      | 150       | 90            | 45             | 0         | —         | —  | —  | —  |

### Finanční odměny
| Soutěž                              | vítězové | finalisté | semifinalisté | čtvrtfinalisté | 16 v kole | 32 v kole | Q2      | Q1      |
| ----------------------------------- | -------- | --------- | ------------- | -------------- | --------- | --------- | ------- | ------- |
| dvouhra                             | 90 390 € | 48 870 €  | 26 990 €      | 15 335 €       | 8 815 €   | 5 285 €   | 2 555 € | 1 280 € |
| čtyřhra                             | 29 650 € | 15 200 €  | 8 240 €       | 4 710 €        | 2 760 €   | —         | —       | —       |
| částka ve čtyřhře je uvedena na pár |          |           |               |                |           |           |         |         |

## Mužská dvouhra

### Nasazení
| Stát                             | Hráč                | ATP | Nasazení |
| -------------------------------- | ------------------- | --- | -------- |
| Rakousko                         | Dominic Thiem       | 4.  | 1.       |
| Srbsko                           | Dušan Lajović       | 26. | 2.       |
| Španělsko                        | Fernando Verdasco   | 30. | 3.       |
| Uruguay                          | Pablo Cuevas        | 47. | 4.       |
| Maďarsko                         | Márton Fucsovics    | 50. | 5.       |
| Argentina                        | Leonardo Mayer      | 51. | 6.       |
| Itálie                           | Lorenzo Sonego      | 52. | 7.       |
| Španělsko                        | Pablo Carreño Busta | 59. | 8.       |
| Žebříček ATP k 22. červenci 2019 |                     |     |          |

### Jiné formy účasti
Následující hráči obdrželi divokou kartu do hlavní soutěže:
- Dennis Novak
- Sebastian Ofner
- Jurij Rodionov

Následující hráč nastoupil do hlavní soutěže pod žeříčkovou ochranou: 
- Jozef Kovalík

Následující hráči obdrželi do hlavní soutěže zvláštní výjimku:
- Thomas Fabbiano
- Albert Ramos-Viñolas

Následující hráči postoupili z kvalifikace:
- Matthias Bachinger
- Hugo Dellien
- Guillermo García-López
- Lucas Miedler

### Odhlášení
před zahájením turnaje
- Filip Krajinović → nahradil jej  Jaume Munar
- João Sousa → nahradil jej  Jozef Kovalík

## Mužská čtyřhra

### Nasazení
| Stát                                                                        | Hráč           | Stát       | Hráč             | ATP  | Nasazení |
| --------------------------------------------------------------------------- | -------------- | ---------- | ---------------- | ---- | -------- |
| Rakousko                                                                    | Oliver Marach  | Rakousko   | Jürgen Melzer    | 59.  | 1.       |
| Rakousko                                                                    | Philipp Oswald | Slovensko  | Filip Polášek    | 94.  | 2.       |
| Česko                                                                       | Roman Jebavý   | Nizozemsko | Matwé Middelkoop | 102. | 3.       |
| Belgie                                                                      | Sander Gillé   | Belgie     | Joran Vliegen    | 105. | 4.       |
| Žebříček ATP k 22. červenci 2019; číslo je součtem umístění obou členů páru |                |            |                  |      |          |

### Jiné formy účasti
Následující páry obdržely divokou kartu do hlavní soutěže:
- Nicolás Massú /  Moritz Thiem
- Lucas Miedler /  Sebastian Ofner

Následující pár nastoupil pod žeříčkovou ochranou:
- Martin Kližan /  Nenad Zimonjić

## Přehled finále

### Mužská dvouhra
- Dominic Thiem vs.  Albert Ramos-Viñolas, 7–6(7–0), 6–1

### Mužská čtyřhra
- Philipp Oswald /  Filip Polášek vs.  Sander Gillé /  Joran Vliegen, 6–4, 6–4